# Norwegischer Fußballpokal der Männer 1992
Der norwegische Fußballpokal 1992 (kurz auch NM-Cup 1992 genannt) war die 87. Austragung des Fußballpokalwettbewerbs der Männer. Pokalsieger wurde Rosenborg Trondheim. Das Team setzte sich im Finale mit 3:2 gegen Lillestrøm SK durch. Rosenborg sicherte sich eine Woche zuvor schon den Meistertitel und startete deshalb in der UEFA Champions League. Der Startplatz für den Europapokal der Pokalsieger 1993/94 ging dadurch an den unterlegenen Pokalfinalisten.
In den ersten drei Runden wurde der Sieger bei einem Unentschieden nach Verlängerung im Elfmeterschießen ermittelt. Ab der vierten Runde kam es bei einem Remis zum Wiederholungsspiel.

## 1. Runde
Aufgrund eines Streiks der Kommunalverwaltungen in Bergen, Stavanger und Trondheim waren fünf Spiele verschoben worden.
| Datum      |                     | Ergebnis              |                      |
| ---------- | ------------------- | --------------------- | -------------------- |
| 26.05.1992 | Østsiden IL         | 1:1 n. V. (6:7 i. E.) | Råde IL              |
| 27.05.1992 | IL Averøykameratene | 0:5                   | Molde FK             |
|            | Fjøra FK            | 1:3                   | Sogndal IL           |
|            | Flekkefjord FK      | 0:1                   | Start Kristiansand   |
|            | Fossum IF           | 0:5                   | Stabæk IF            |
|            | Galterud IF         | 2:4                   | Kongsvinger IL       |
|            | Honningsvåg TIF     | 3:4                   | Lakselv TIL          |
|            | Klepp IL            | 0:3                   | Viking Stavanger     |
|            | Melhus IL           | 3:1 n. V.             | Verdal IL            |
|            | Namsos IL           | 4:3 n. V.             | SK Nessegutten       |
|            | Nybergsund IL       | 1:0                   | Elverum FK           |
|            | Orkanger IF         | 0:5                   | Rosenborg Trondheim  |
|            | IL Runar Sandefjord | 1:3                   | Gulset IF            |
|            | IF Skarp            | 2:5                   | Lyngen/Karnes IL     |
|            | Skeid Oslo          | 1:2                   | Ski IL               |
|            | Sortland IL         | 1:0                   | FK Narvik/Nor        |
|            | IL Stjørdals-Blink  | 5:1                   | Sparbu IL            |
|            | Teie IF             | 0:2                   | Sandefjord BK        |
|            | Tune IL             | 0:1                   | Fredrikstad FK       |
| 28.05.1992 | Alta IF             | 0:2                   | Tromsdalen UIL       |
|            | Åndalsnes IF        | 3:2                   | Surnadal IL          |
|            | Asker SK            | 3:0                   | Frigg Oslo FK        |
|            | Åssiden IF          | 0:2                   | Strømsgodset IF      |
|            | FK Bodø/Glimt       | 7:0                   | Gevir/Vinkelen FK    |
|            | FK Donn             | 0:2                   | Øyestad IF           |
|            | Eik IF Tønsberg     | 4:1                   | Tollnes BK           |
|            | SK Falk Horten      | 1:2                   | Mjøndalen IF         |
|            | Figgjo IL           | 1:3                   | Bryne FK             |
|            | Finnsnes IL         | 0:2                   | Tromsø IL            |
|            | Florvåg IF          | 3:2                   | Åsane IL             |
|            | FK Gjøvik Lyn       | 1:6                   | Ham-Kam              |
|            | SF Grei             | 4:0                   | Lørenskog IF         |
|            | Hareid IL           | 2:0                   | IL Valder            |
|            | Harstad IL          | 0:1 n. V.             | Grovfjord IL         |
|            | Høland IL           | 1:6                   | Lillestrøm SK        |
|            | FK Jerv             | 0:1                   | IF Pors              |
|            | Jevnaker IF         | 1:4                   | Faaberg IL           |
|            | Kjelsås IL          | 2:0                   | IF Liv/Fossekallen   |
|            | Kristiansund FK     | 7:2                   | Brattvåg IL          |
|            | Lom IL              | 2:1                   | Alvdal IL            |
|            | FK Mjølner          | 12:20                 | FK Saltdalkameratene |
|            | Moss FK             | 7:1                   | Sarpsborg FK         |
|            | Nordre Land IL      | 1:3                   | Vålerenga Oslo       |
|            | Nordstrand IF       | 2:4                   | SFK Lyn Oslo         |
|            | Odds BK             | 3:1                   | Fram Larvik          |
|            | Os TF               | 5:0                   | Løv-Ham IL           |
|            | Rakkestad IF        | 3:2                   | Drøbak/Frogn IL      |
|            | Skarbøvik IF        | 0:1                   | Aalesunds FK         |
|            | SK Skjold           | 3:1                   | SK Djerv 1919        |
|            | Steinkjer FK        | 1:2                   | IL Stålkameratene    |
|            | Stord IL            | 3:2                   | Follese FK           |
|            | Stryn TIL           | 0:1                   | Stranda IL           |
|            | Strømmen IF         | 2:1                   | Eidsvold Turn        |
|            | Sørumsand IL        | 2:0                   | Holter IF            |
|            | Telavåg IL          | 0:6                   | Fana IL              |
|            | Sandnes Ulf         | 6:0                   | Madla IL             |
|            | Ullern IF           | 1:2                   | Bærum SK             |
|            | SK Vard Haugesund   | 1:0                   | Ålgård FK            |
|            | Volda TI            | 1:3                   | IL Hødd              |
| 11.06.1992 | Lyngbø SK           | 1:3                   | Brann Bergen         |
| 14.06.1992 | FK Vidar            | 3:1                   | SK Haugar            |
| 17.06.1992 | Fyllingen IL        | 5:1                   | Vadmyra IL           |
|            | Nardo FK            | 2:0                   | Ranheim IL           |
|            | Strindheim IL       | 2:1                   | Byåsen IL            |

## 2. Runde
| Datum      |                   | Ergebnis              |                     |
| ---------- | ----------------- | --------------------- | ------------------- |
| 10.06.1992 | Kristiansund FK   | 2:0                   | Hareid IL           |
|            | Lom IL            | 2:5                   | Sogndal IL          |
|            | FK Mjølner        | 5:2                   | Sortland IL         |
|            | Namsos IL         | 1:5                   | IL Stjørdals-Blink  |
|            | Odds BK           | 7:0                   | Gulset IF           |
|            | Ski IL            | 0:1                   | Strømmen IF         |
|            | Stabæk IF         | 1:3                   | Strømsgodset IF     |
|            | Stranda IL        | 1:5                   | Molde FK            |
|            | IL Stålkameratene | 0:8                   | Rosenborg Trondheim |
| 11.06.1992 | Aalesunds FK      | 1:3                   | Melhus IL           |
|            | Bryne FK          | 3:1                   | Sandnes Ulf         |
|            | Bærum SK          | 0:1                   | Nybergsund IL       |
|            | Fredrikstad FK    | 3:1                   | Råde IL             |
|            | Faaberg IL        | 0:2                   | Ham-Kam             |
|            | SF Grei           | 0:1                   | Vålerenga Oslo      |
|            | Grovfjord IL      | 0:1                   | FK Bodø/Glimt       |
|            | IL Hødd           | 4:0                   | Åndalsnes IF        |
|            | Kongsvinger IL    | 7:0                   | Kjelsås IL          |
|            | Lillestrøm SK     | 1:0                   | Sørumsand IL        |
|            | Lakselv TIL       | 2:8                   | Tromsø IL           |
|            | SFK Lyn Oslo      | 9:1                   | Asker SK            |
|            | Lyngen/Karnes IL  | 0:1                   | Tromsdalen UIL      |
|            | Øyestad IF        | 0:6                   | Start Kristiansand  |
|            | IF Pors           | 2:7                   | Mjøndalen IF        |
|            | Rakkestad IF      | 0:6                   | Moss FK             |
|            | Sandefjord BK     | 0:1                   | Eik IF Tønsberg     |
|            | SK Skjold         | 0:4                   | Fana IL             |
|            | Stord IL          | 1:1 n. V. (1:4 i. E.) | Os TF               |
| 16.06.1992 | SK Vard Haugesund | 0:4                   | Viking Stavanger    |
| 17.06.1992 | FK Vidar          | 1:3 n. V.             | Brann Bergen        |
| 23.06.1992 | Florvåg IF        | 1:5                   | Fyllingen IL        |
|            | Strindheim IL     | 1:1 n. V. (2:4 i. E.) | Nardo FK            |

## 3. Runde
| Datum      |                     | Ergebnis              |                 |
| ---------- | ------------------- | --------------------- | --------------- |
| 24.06.1992 | FK Bodø/Glimt       | 4:1                   | FK Mjølner      |
|            | Ham-Kam             | 2:3                   | Fredrikstad FK  |
|            | Mjøndalen IF        | 4:1                   | Eik IF Tønsberg |
|            | Molde FK            | 1:2                   | Melhus IL       |
|            | Moss FK             | 0:0 n. V. (3:5 i. E.) | Lyn Oslo        |
|            | Nybergsund IL       | 0:3                   | Lillestrøm SK   |
|            | Rosenborg Trondheim | 5:1                   | Kristiansund FK |
|            | Start Kristiansand  | 1:1 n. V. (i. E.)     | Odds BK         |
|            | Strømmen IF         | 0:0 n. V. (1:3 i. E.) | Kongsvinger IL  |
|            | Strømsgodset IF     | 2:0                   | Bryne FK        |
|            | Tromsø IL           | 1:1 n. V. (5:4 i. E.) | Tromsdalen UIL  |
|            | Vålerenga Oslo      | 1:1 n. V. (4:2 i. E.) | IL Hødd         |
| 25.06.1992 | Viking Stavanger    | 1:0                   | Os TF           |
|            | Fana IL             | 1:0                   | Brann Bergen    |
|            | Sogndal IL          | 3:4 n. V.             | Fyllingen IL    |
|            | IL Stjørdals-Blink  | 4:2                   | Nardo FK        |

## 4. Runde
| Datum      |                    | Ergebnis  |                     |
| ---------- | ------------------ | --------- | ------------------- |
| 21.07.1992 | Lillestrøm SK      | 3:2       | SFK Lyn Oslo        |
| 22.07.1992 | Fredrikstad FK     | 0:4       | Strømsgodset IF     |
|            | Fyllingen IL       | 2:2 n. V. | Tromsø IL           |
|            | Kongsvinger IL     | 5:2       | Fana IL             |
|            | Melhus IL          | 1:2       | FK Bodø/Glimt       |
|            | Mjøndalen IF       | 1:0       | IL Stjørdals-Blink  |
|            | Start Kristiansand | 0:1 n. V. | Rosenborg Trondheim |
|            | Vålerenga Oslo     | 1:3       | Viking Stavanger    |

### Wiederholungsspiel
| Datum      |           | Ergebnis |              |
| ---------- | --------- | -------- | ------------ |
| 29.07.1992 | Tromsø IL | 2:1      | Fyllingen IL |

## Viertelfinale
| Datum      |                     | Ergebnis |                 |
| ---------- | ------------------- | -------- | --------------- |
| 12.08.1992 | Kongsvinger IL      | 4:2      | FK Bodø/Glimt   |
|            | Rosenborg Trondheim | 7:0      | Strømsgodset IF |
|            | Tromsø IL           | 1:2      | Lillestrøm SK   |
|            | Viking Stavanger    | 2:0      | Mjøndalen IF    |

## Halbfinale
| Datum      |                     | Ergebnis  |                |
| ---------- | ------------------- | --------- | -------------- |
| 05.09.1992 | Lillestrøm SK       | 1:0       | Mjøndalen IF   |
| 06.09.1992 | Rosenborg Trondheim | 2:1 n. V. | Kongsvinger IL |

## Finale
| Rosenborg Trondheim                         | Rosenborg Trondheim | Lillestrøm SK | Lillestrøm SK |
| ------------------------------------------- | --- | --- | ------------- |
| Rosenborg Trondheim                         | \| Finale \| \| 25. Oktober 1992 in Oslo (Ullevaal-Stadion) \| \| Ergebnis: 3:2 (1:1) \| \| Zuschauer: 28.217 \| \| Schiedsrichter: Rune Pedersen \| \| Spielbericht \|                                                                              | \| Finale \| \| 25. Oktober 1992 in Oslo (Ullevaal-Stadion) \| \| Ergebnis: 3:2 (1:1) \| \| Zuschauer: 28.217 \| \| Schiedsrichter: Rune Pedersen \| \| Spielbericht \|                                                        | Lillestrøm SK |
| Rosenborg Trondheim                         | Ola By Rise – Trond Henriksen (61. Øivind Husby), Rune Tangen, Bjørn Otto Bragstad, Stig Inge Bjørnebye – Kåre Ingebrigtsen, Øyvind Leonhardsen, Bent Skammelsrud – Karl-Petter Løken, Gøran Sørloth, Tore Andre Dahlum Cheftrainer: Nils Arne Eggen | Frode Grodås – Dennis Schiller, Arne Erlandsen, Torgeir Bjarmann, Henning Berg (75. Dag Eidsvik) – Jan Ove Pedersen, Tom Gulbrandsen, Kjetil Osvold, Tom Buer – Stuart McManus, Mons Ivar Mjelde Cheftrainer: Ivar Anders Hoff | Lillestrøm SK |
| Rosenborg Trondheim                         | 1:0 Tore Andre Dahlum (29.) 2:1 Gøran Sørloth (50.) 3:2 Stig Inge Bjørnebye (90.) | 1:1 Mons Ivar Mjelde (31.) 2:2 Mons Ivar Mjelde (60.) | Lillestrøm SK |
| Rosenborg Trondheim                         | Trond Henriksen | | Lillestrøm SK |
| Finale                                      | | |               |
| 25. Oktober 1992 in Oslo (Ullevaal-Stadion) | | |               |
| Ergebnis: 3:2 (1:1)                         | | |               |
| Zuschauer: 28.217                           | | |               |
| Schiedsrichter: Rune Pedersen               | | |               |
| Spielbericht                                | | |               |